# Lijst van voetbalclubs - O
Dit is een lijst van voetbalclubs met als beginletter een O.
- O'Mbilia Nzami
- Odd Grenland
- Odense BK
- 11 Oktomvri
- Old Boys Basel
- Old Carthusians
- Old Castle Swifts
- Old Edwardians
- Old Etonians
- Oldham Athletic
- Olimpia Asunción
- Olimpia Boekarest
- Olimpia Elbląg
- Olimpia Grudziądz
- Olimpia Riga
- Olimpia Poznań
- Olimps
- CD Olmedo
- Olympiakos Nicosia
- Olympiakos Piraeus
- Olympique Alès
- Olympique Béja
- Olympique Lyonnais
- Olympique Marseille
- Olympique Nîmes
- Olympique Safi
- FC Omniworld
- Once Caldas
- Onchan AFC
- KV Oostende
- FC Ordino
- Örebro SK
- Orlando City
- Osasuna
- VfL Osnabrück
- Östersunds FK
- Oud-Heverlee Leuven
- Oxford United
- Oxford University
- Oyem
- Øygarden FK

A · B · C · D · E · F · G · H · I · J · K · L · M · N · O · P · Q · R · S · T · U · V · W · X · Y · Z